# بازی دل (فیلم)
بازی دل (به هندی: Dil Ki Baazi) فیلمی محصول سال ۱۹۹۳ و به کارگردانی آنیل گانگولی است. در این فیلم بازیگرانی همچون آکشی کومار، عایشا جولکا، آویناش وادهاوان، انوپم کهیر، راکهی گولزار، پارش راوال، فرحین ایفای نقش کرده‌اند.